# Törestorp
Törestorp är en tätort i Gnosjö kommun i Jönköpings län.

## Befolkningsutveckling
| Befolkningsutvecklingen i Törestorp 1990–2020 | Befolkningsutvecklingen i Törestorp 1990–2020 | Befolkningsutvecklingen i Törestorp 1990–2020 | Befolkningsutvecklingen i Törestorp 1990–2020 | Befolkningsutvecklingen i Törestorp 1990–2020 |
| --------------------------------------------- | --------------------------------------------- | --------------------------------------------- | --------------------------------------------- | --------------------------------------------- |
|                                               |                                               |                                               |                                               |                                               |
| År                                            |                                               |                                               | Folkmängd                                     | Areal (ha)                                    |
| 1990                                          | 1990                                          |                                               | 193                                           | 24#                                           |
| 1995                                          | 1995                                          |                                               | 246                                           | 43                                            |
| 2000                                          | 2000                                          |                                               | 215                                           | 46                                            |
| 2005                                          | 2005                                          |                                               | 233                                           | 46                                            |
| 2010                                          | 2010                                          |                                               | 203                                           | 58                                            |
| 2015                                          | 2015                                          |                                               | 262                                           | 91                                            |
| 2020                                          | 2020                                          |                                               | 274                                           | 90                                            |
| Anm.: Ny tätort 1995. # Som småort.           |                                               |                                               |                                               |                                               |

## Näringsliv
I samhället finns flera industrier som exempel HangOn AB, Gunnars Tråd, Assars Industri och Troax.

## Kyrkor och trossamfund
Törestorp missionskyrka, tillhör Svenska alliansmissionen.